# Gyilkos gimi
A Különösen veszélyes vagy Gyilkos gimi (eredeti cím: Barely Lethal) 2015-ös amerikai akció-filmvígjáték, melynek rendezője Kyle Newman, forgatókönyvírója John D'Arco. A főbb szerepekben Hailee Steinfeld, Sophie Turner, Jessica Alba, Dove Cameron és Samuel L. Jackson látható, gyártója a A24 Films. Steinfeld játssza a normális kamaszkorra vágyó tizenéves hírszerző 83-as ügynököt, aki felszívódik, és cserediákként beiratkozik egy amerikai külvárosi középiskolába.

## Szereplők
- Hailee Steinfeld – Megan Walsh
  - Madeleine Stackt – Megan (8 évesen)
- Sophie Turner – Heather
  - Eva G. Cooper – Heather (8 évesen)
- Jessica Alba – Victoria Knox
- Samuel L. Jackson – Hardman
- Dove Cameron – Liz Larson
- Thomas Mann – Roger Marcus
- Rob Huebel – Mr. Marcus
- Toby Sebastian – Cash Fenton
- Gabriel Basso – Gooch
- Jaime King – Elemző lovag
- Rachael Harris – Mrs. Larson
- Jason Drucker – Parker Larson
- Alexandra Krosney – Cindy
- Emma Holzer – Donna
- Dan Fogler – Mr. Drumm
- Finesse Mitchell – Weissman igazgató
- Christopher Nathan Miller – Fred, az elsős
- Steve-O – Pedro
- Topher Grace – Mr. Larson (fényképes cameo)
- Bruno Gunn – Jones, a csatlós.

## Forgatás
A forgatás 2013 novemberében kezdődött a Georgia állambeli Atlantában, és decemberben fejeződött be.

## Médiakiadás
A film 2015. augusztus 4-én jelent meg DVD-n, és Blu-rayen a Lionsgate Home Entertainment forgalmazásában.

## Filmzene
| Különösen veszélyes (Original Motion Picture Soundtrack) | Különösen veszélyes (Original Motion Picture Soundtrack) | Különösen veszélyes (Original Motion Picture Soundtrack) | Különösen veszélyes (Original Motion Picture Soundtrack) | Különösen veszélyes (Original Motion Picture Soundtrack) | Különösen veszélyes (Original Motion Picture Soundtrack) | Különösen veszélyes (Original Motion Picture Soundtrack) | Különösen veszélyes (Original Motion Picture Soundtrack) | Különösen veszélyes (Original Motion Picture Soundtrack) | Különösen veszélyes (Original Motion Picture Soundtrack) |
| #                                                        | Cím                                                      | Hossz                                                    |                                                          |                                                          |                                                          |                                                          |                                                          |                                                          |                                                          |
| -------------------------------------------------------- | -------------------------------------------------------- | -------------------------------------------------------- | -------------------------------------------------------- | -------------------------------------------------------- | -------------------------------------------------------- | -------------------------------------------------------- | -------------------------------------------------------- | -------------------------------------------------------- | -------------------------------------------------------- |
| 1.                                                       | Prescott                                                 | 0:46                                                     |                                                          |                                                          |                                                          |                                                          |                                                          |                                                          |                                                          |
| 2.                                                       | Fight Club                                               | 1:43                                                     |                                                          |                                                          |                                                          |                                                          |                                                          |                                                          |                                                          |
| 3.                                                       | Oh Canada                                                | 0:34                                                     |                                                          |                                                          |                                                          |                                                          |                                                          |                                                          |                                                          |
| 4.                                                       | Battle Axe                                               | 0:50                                                     |                                                          |                                                          |                                                          |                                                          |                                                          |                                                          |                                                          |
| 5.                                                       | Victoria Knox                                            | 2:30                                                     |                                                          |                                                          |                                                          |                                                          |                                                          |                                                          |                                                          |
| 6.                                                       | Band Ass                                                 | 0:26                                                     |                                                          |                                                          |                                                          |                                                          |                                                          |                                                          |                                                          |
| 7.                                                       | Last Chance                                              | 1:01                                                     |                                                          |                                                          |                                                          |                                                          |                                                          |                                                          |                                                          |
| 8.                                                       | Hs Transition                                            | 0:18                                                     |                                                          |                                                          |                                                          |                                                          |                                                          |                                                          |                                                          |
| 9.                                                       | Truth Serum A                                            | 2:09                                                     |                                                          |                                                          |                                                          |                                                          |                                                          |                                                          |                                                          |
| 10.                                                      | Truth Serum B                                            | 2:23                                                     |                                                          |                                                          |                                                          |                                                          |                                                          |                                                          |                                                          |
| 11.                                                      | Car Chase                                                | 2:56                                                     |                                                          |                                                          |                                                          |                                                          |                                                          |                                                          |                                                          |
| 12.                                                      | Number One                                               | 3:40                                                     |                                                          |                                                          |                                                          |                                                          |                                                          |                                                          |                                                          |
| 13.                                                      | Douche Baguette                                          | 3:28                                                     |                                                          |                                                          |                                                          |                                                          |                                                          |                                                          |                                                          |
| 14.                                                      | White Van                                                | 0:37                                                     |                                                          |                                                          |                                                          |                                                          |                                                          |                                                          |                                                          |
| 15.                                                      | Newton Suite                                             | 1:15                                                     |                                                          |                                                          |                                                          |                                                          |                                                          |                                                          |                                                          |
| 16.                                                      | Megan & Roger Suite                                      | 1:55                                                     |                                                          |                                                          |                                                          |                                                          |                                                          |                                                          |                                                          |
| 17.                                                      | Bad Guys                                                 | 0:47                                                     |                                                          |                                                          |                                                          |                                                          |                                                          |                                                          |                                                          |
| 18.                                                      | True Liz                                                 | 1:06                                                     |                                                          |                                                          |                                                          |                                                          |                                                          |                                                          |                                                          |
| 19.                                                      | High School                                              | 0:18                                                     |                                                          |                                                          |                                                          |                                                          |                                                          |                                                          |                                                          |
| 20.                                                      | Higher School                                            | 0:15                                                     |                                                          |                                                          |                                                          |                                                          |                                                          |                                                          |                                                          |
| 21.                                                      | Holes                                                    | 0:31                                                     |                                                          |                                                          |                                                          |                                                          |                                                          |                                                          |                                                          |
| 22.                                                      | Nearly Chanced                                           | 1:05                                                     |                                                          |                                                          |                                                          |                                                          |                                                          |                                                          |                                                          |
| 23.                                                      | Popcorn                                                  | 0:51                                                     |                                                          |                                                          |                                                          |                                                          |                                                          |                                                          |                                                          |
| 24.                                                      | Helichopper                                              | 0:57                                                     |                                                          |                                                          |                                                          |                                                          |                                                          |                                                          |                                                          |
| 25.                                                      | Prescott Reprise                                         | 0:46                                                     |                                                          |                                                          |                                                          |                                                          |                                                          |                                                          |                                                          |
| 33:07                                                    |                                                          |                                                          |                                                          |                                                          |                                                          |                                                          |                                                          |                                                          |                                                          |